# João de Deus Ramos
João de Deus Ramos (8 de marzo de 1830-11 de enero de 1896), más conocido como João de Deus, fue un poeta y pedagogo portugués, autor de una famosa cartilla de lectura que todavía continúa usándose.

## Biografía
Nació en Silves, São Bartolomeu de Messines, en la provincia de Algarve. Era el cuarto hijo de los catorce que tuvieron el comerciante Pedro José Ramos e Isabel Gertrudes Martins. Ingresó en el Seminario por falta de recursos económicos y luego, con diecinueve años, se matriculó en la facultad de leyes de la Universidad de Coímbra (1850). Atraído por la bohemia y la literatura, no obtuvo su título pero se estableció en la ciudad dedicándose completamente a la composición de versos que circulaban entre profesores y estudiantes en copias manuscritas.
Ejerció un riguroso autocontrol en el volumen de su arte. No imprime nada antes de 1855, y el primero de sus poemas apareció en forma separada —A Lata, en 1860—. En 1862 se marchó de Coímbra a Beja, donde fue nombrado editor de O Bejense, el principal periódico de la provincia de Alentejo, y cuatro años más tarde editó el periódico Folha do Sul. Como demostraron los versos satíricos Eleições, no era un político apasionado y, aunque fue elegido diputado por la circunscripción de Silves el 5 de abril de 1868, actuó con independencia de todos los partidos políticos y cuando se convocaron elecciones generales al año siguiente, no solicitó la renovación de su mandato.
En el año de su elección como diputado, su amigo José Antonio García Blanco recogió de revistas locales la serie de poemas, Flores do campo, que se complementó con Ramo de flores (1869). Esta fue la obra maestra de João de Deus.
Pires de Marmelada (1869) es una improvisación. Las cuatro piezas teatrales — Amemos o nosso próximo, Ser apresentado, Ensaio de Casamento y A viúva inconsolável — son prosas traducidas de Méry, hecha con inteligencia, pero que no valía la pena hacer. Horácio e Lydia (1872), una traducción de Pierre de Ronsard es un buen ejemplo de su talento al manipular la copla portuguesa.
Se casó con Guilhermina das Mercês Battaglia, nacida en Lisboa, y tuvieron dos hijos: José do Espírito Santo Battaglia Ramos y João de Deus Ramos.
Tres fragmentos de prosa, Anna, Mãe de Maria, A Virgem Maria y A Mulher do Levita de Ephraim (1873), traducidos desde Femmes de la Bible de Darboy, son indicativos de su reacción espiritual. Las Folhas soltas (1876) es una colección de versos al estilo de Flores do campo.
En los siguientes años el escritor dedicó su atención a los problemas educativos y en su Cartilha maternal (1876) expresó por primera vez las conclusiones a las que su estudio de Pestalozzi y Fröbel lo habían llevado. Este apostolado patriótico-pedagógico fue una desgracia para la literatura portuguesa, ya que su faceta educativa absorbió por completo a João de Deus en numerosas controversias mantenidas a causa de su traducción del tratado de Teodoro-Henri Barraus Des enfants des devoirs envers Leurs, de su diccionario de prosodia y de muchas otras publicaciones sin valor literario. Una copia de los versos en Grinalda de Maria de António Vieira (1877), Loas da Virgem (1878) y Salomão de Proverbios (Proverbios de Salomón") son evidencia de una vuelta completa a la ortodoxia en los últimos años del poeta. Algunos versos pornográficos titulados Cryptinas fueron insertados por error en la edición más completa de los poemas de Joao de Deus, Campo de Flores (Lisboa, 1893).
Murió en Lisboa el 11 de enero de 1896. Tuvo un funeral público y fue enterrado inicialmente en el cementerio de Prazedes, posteriormente trasladados al Monasterio de los Jerónimos de Belém, donde reposa también Camões. Sus restos fueron finalmente trasladados a la iglesia de Santa Engrácia, el nuevo panteón nacional. Los escritos dispersos en prosa de menor importancia y la correspondencia fueron publicados póstumamente por Teófilo Braga. Ramos se anticipó a la irrupción de la Generación de Coímbra iniciando la transformación de la poesía romántica en algo más íntimo y sincero.